# Georg von Narciß
Georg Narciß, seit 1871 Ritter von Narciß (* 2. Februar 1820 in Regensburg; † 23. September 1897 ebenda) war ein bayerischer Generalmajor.

## Leben
Er war der Sohn des bayerischen Oberst Ludwig Narciß und dessen Frau Henriette, geborene von Siffer.
Narciß trat 1830 als Zögling in das Kadettenkorps ein und wurde am 19. August 1836 zum Junker im 2. Infanterie-Regiment „Kronprinz“ der Bayerischen Armee ernannt. Bereits ein Jahr später, am 29. August 1837, wurde er zum Unterleutnant im 12. Infanterie-Regiment „König Otto von Griechenland“ befördert. Er diente ab September 1839 bis Dezember 1844 im Topographischen Büro des Generalquartiermeisterstabes.
Am 31. März 1848 wurde Narciß Oberleutnant, im Juni 1850 zum Hauptmann II. Klasse und am 31. März 1855 zum Hauptmann I. Klasse im 4. Infanterie-Regiment „Gumppenberg“ befördert. Narciß, mit Armeebefehl vom 20. Mai 1863 zum Major im 7. Infanterie-Regiment „Hohenhausen“ ernannt, nahm mit diesem Regiment 1866 am Feldzug gegen Preußen teil. Er kämpfte in den Gefechten bei Roßdorf (4. Juli 1866), Helmstadt und Roßbrunn (25. und 26. Juli 1866). Am 25. Dezember 1867 wurde er zum Oberstleutnant befördert.
Während des Krieges gegen Frankreich wurde Narciß am 22. August 1870 zum Oberst im 12. Infanterie-Regiment ernannt. An der Spitze dieses Verbandes, das zum I. Armee-Korps gehörte, nahm er an zahlreichen Schlachten und Gefechten teil. Unter anderem bei der Einnahme von Orléans, wobei er während der Schlacht bei Beaugency am 8. Dezember 1870 eine schwere Schusswunde am Hals erhielt. Für seine Leistungen in den Gefechten bei Orléans erhielt er mit Armeebefehl vom 2. Dezember 1870 das Ritterkreuz I. Klasse des Militärverdienstordens sowie das Eiserne Kreuz II. Klasse. Nachdem sich das am 15. Juli 1871 zu München unter Vorsitz von Generalmajor Karl von Dietl abgehaltene Ordenskapitel des Militär-Max-Joseph-Ordens einstimmig für die Aufnahme von Narciß in den Orden ausgesprochen hat, wurde er am 29. Juli 1871 für seine Verdienste in den Gefechten bei Orléans am 11. Oktober 1870 zum Ritter dieses Ordens ernannt. Damit verbunden war die Erhebung in den persönlichen Adelsstand und er durfte sich nach der Eintragung in die Adelsmatrikel „Ritter von Narciß“ nennen.
Am 3. November 1872 wurde er mit Pension verabschiedet und am 4. November 1874 als Generalmajor charakterisiert. Anlässlich der fünfundzwanzigjährigen Erinnerungsfeier der Neugründung des Deutschen Reiches verlieh Prinzregent Luitpold ihm am 17. Januar 1896 das Komturkreuz des Militärverdienstordens. Narciß starb am 23. September 1897 im Alter von 77 Jahren in seiner Geburtsstadt Regensburg.
Narciß war mit Franziska Buxbaum verheiratet. Die Tochter Georgine heiratete am 15. April 1872 in Regensburg den späteren bayerischen Generalleutnant Maximilian von Giehrl (1840–1896).